# Kanton Nogent-sur-Marne
Der Kanton Nogent-sur-Marne ist seit 1893 ein französischer Wahlkreis für die Wahl des Départementrats im Arrondissement Nogent-sur-Marne, im Département Val-de-Marne und in der Region Île-de-France; sein Bureau centralisateur befindet sich in Nogent-sur-Marne.

## Gemeinden
Der Kanton besteht aus zwei Gemeinden und Gemeindeteilen mit insgesamt 66.665 Einwohnern (Stand: 1. Januar 2022) auf einer Gesamtfläche von 6,57 km²:
| Gemeinde                | Einwohner 1. Januar 2022 | Fläche km² | Dichte Einw./km² | Code INSEE | Postleitzahl |
| ----------------------- | ------------------------ | ---------- | ---------------- | ---------- | ------------ |
| Nogent-sur-Marne        | 32.011                   | 2,61       | 12.265           | 94052      | 94130        |
| Le Perreux-sur-Marne    | 34.654                   | 3,96       | 8.751            | 94058      | 94170        |
| Kanton Nogent-sur-Marne | 66.665                   | 6,57       | 10.147           | 9414       | –            |

1. ↑   Nur der nordöstliche Teil der Gemeinde, der Rest gehört zum Kanton Charenton-le-Pont.

Bis zur Neuordnung bestand der Kanton Nogent-sur-Marne aus der Gemeinde Nogent-sur-Marne. Sein Zuschnitt entsprach einer Fläche von 2,80 km2.

## Bevölkerungsentwicklung
| 1962   | 1968   | 1975   | 1982   | 1990   | 1999   | 2006   |
| ------ | ------ | ------ | ------ | ------ | ------ | ------ |
| 24.501 | 26.238 | 25.634 | 24.630 | 25.248 | 28.191 | 30.632 |